# Phyllomacromia lamottei
Phyllomacromia lamottei är en trollsländeart som först beskrevs av Legrand 1993.  Phyllomacromia lamottei ingår i släktet Phyllomacromia och familjen skimmertrollsländor. IUCN kategoriserar arten globalt som otillräckligt studerad. Inga underarter finns listade i Catalogue of Life.